# Agelaius xanthomus
La mariquita de Puerto Rico (Agelaius xanthomus), también denominada sargento puertorriqueño, capitán y turpial de hombros amarillos, es una especie de ave paseriforme de la familia Icteridae endémica de Puerto Rico e islas menores aledañas. Se encuentra en peligro de extinción debido a la destrucción de su hábitat natural, al parasitismo de puesta por parte del tordo común (Molothrus bonariensis) y a la acción de diversos depredadores como mangostas y ratas. Es el ave símbolo de la ciudad de Cabo Rojo.

## Taxonomía
Es una de las once especies tradicionalmente clasificadas dentro del género Agelaius y una de las cinco que continúan formando parte del mismo desde la reclasificación realizada por  el Congreso Ornitológico Internacional en el año  2010.

## Descripción
El plumaje es negro y presenta unas manchas amarillas características en los hombros. El pico es afilado y de color negro. Los individuos adultos miden entre 20 y 23 cm.

## Hábitat
Su hábitat natural en el que antaño era abundante, son los bosques costeros del archipiélago de Puerto Rico. Durante los primeros años del siglo XX estos bosques fueron destruidos para convertirlos en plantaciones de caña de azúcar. Tras el declive de la industria azucarera que tuvo lugar después de 1930, las áreas de la costa fueron intensamente urbanizadas. Como resultado, actualmente la población se encuentra distribuida únicamente en 3 pequeños sectores del archipiélago.

## Dieta
Son aves omnívoras, pero se consideran generalmente como insectívoras debido a que el principal componente de la dieta está constituido por insectos.

## Reproducción
La fase reproductiva tiene lugar generalmente entre abril y agosto, coincidiendo con el periodo de lluvias. Se cree que la especie es monógoma.  La puesta oscila entre 1 y 4 huevos, con 3 de promedio. Los huevos son de color azul verdoso con manchas de color marrón. La incubación la realiza la hembra a lo largo de 13 días. Ambos sexos alcanzan la madurez sexual al año de edad.